# Ahkam
Ahkam (aḥkām, en árabe: أحكام‎ "resoluciones", plural de  'ḥukm'  (حُكْم)) es un término islámico con varios significados. En el Corán, la palabra "hukm" se usa de diversas maneras para referirse a arbitraje, juicio, autoridad o la volición de Dios. En plural, ahkam se refiere comúnmente a reglas coránicas específicas, o a las decisiones legales derivadas usando la metodología de fiqh. Las decisiones de la sharia se dividen en una de las cinco categorías conocidas como "las cinco decisiones" (al-aḥkām al-khamsa).
 A principios del período islámico, los Kharijite le dieron connotaciones políticas al declarar que solo aceptan el hukm de Dios (حُكْمُ اللّهِ). La palabra adquirió nuevos significados en el curso de la historia islámica, siendo utilizada para referirse al poder ejecutivo mundano o para una decisión judicial.

## Cinco tipos de reglas
Las decisiones de la sharia se dividen en una de las cinco categorías conocidas como "las cinco decisiones" (الأحكام الخمسة, al-aḥkām al-khamsa): 
1. farḍ / wājib (واجب / فرض) - obligatorio, obligatorio
2. mustaḥabb / mandūb (مستحب) - recomendado
3. mubāḥ (مباح) - neutral, sin involucrar el juicio de Dios
4. makrūh (مكروه) - no me gusta, reprensible
5. ḥarām / maḥzūr (محظور / حرام) - prohibido

Es un pecado o un delito realizar una acción prohibida o no realizar una acción obligatoria. Deben evitarse los actos reprobables, pero no se consideran pecaminosos o punibles en la corte. Evitar actos reprensibles y realizar actos recomendados se considera sujeto de recompensa en el más allá, mientras que las acciones permitidas no implican ningún juicio de Dios. Los juristas no están de acuerdo sobre si el término ḥalāl cubre las primeras tres o las primeras cuatro categorías. El veredicto legal y moral depende de si la acción se comete por necesidad (ḍarūra).

## Hanafi
En Hanafi fiqh, hay ocho decisiones.
1. El Obligatorio (fard)
2. El necesario (wajib)
3. La Sunnah confirmada (sunnah muakkadah)
4. El recomendado (mustahabb)
5. El permisible (mubah)
6. La poca aversión (makruh tanzihan)
7. La aversión prohibitivo (makruh tahriman)
8. El prohibido (haram)

En Hanafi fiqh hace una distinción entre wajib y fard. El Obligatorio (fard) es un comando firme establecido por un texto decisivamente establecido (el Corán y los hadices relacionados por múltiples cadenas contiguas (mutawatir)) cuyo significado es decisivo y no está abierto a la posibilidad de interpretación. Uno está obligado a creer y actuar según lo obligatorio. Quien lo niega podría caer en incredulidad, y quien lo abandona es pecaminoso.
El necesario (wajib) es un comando firme afirmado por un texto que permite la posibilidad de interpretación. Negar algo necesario es corrupción (fisq) pero no incredulidad. Dejarlo es pecaminoso. La decisión de los aspectos necesarios de la oración es que la oración no es invalidada por su omisión; sin embargo, se hace necesario repetirlo si se dejaron fuera intencionalmente. Si se deja de lado olvidadamente, una postración de olvido es necesaria al final de la oración; Si esto también se deja fuera, entonces es necesario (wajib) repetir la oración.